# Espárragos montañeses
Los espárragos montañeses son una preparación culinaria tradicional de los pastores del Pirineo aragonés (cocina del alto Aragón). La denominación «espárragos» no  procede del uso de esta verdura en el plato, sino que es una metáfora. El ingrediente principal son las colas o codas de los corderos hembra.

## Características
Se suelen pelar (operación que denominan los pastores como "escoldar") las colas quitando la piel y el pelo. Suelen emplearse en la elaboración de este plato las colas de las hembras reservadas a la cría, a estas corderas se las denomina en la jerga de los pastores del Pirineo como "rabonas". El rabo se suele amputar al animal vivo y esta operación se realiza, no para la elaboración del plato, sino para que puedan ser "cubiertas" con mayor facilidad. Se preparan primero cocidas en una salmuera y luego tras ser rebozadas en harina se pasan por la sartén. Participan de un guiso que suele acompañarse de pimientos y cebollas, a veces con una salsa denominada arrope. La receta fue popularizada por el cocinero aragonés Teodoro Bardaji.